# Trachylepis aureopunctata
Trachylepis aureopunctata este o specie de șopârle din genul Trachylepis, familia Scincidae, descrisă de Grandidier 1867. A fost clasificată de IUCN ca specie cu risc scăzut.
Este endemică în Madagascar. Conform Catalogue of Life specia Trachylepis aureopunctata nu are subspecii cunoscute.

## Galerie

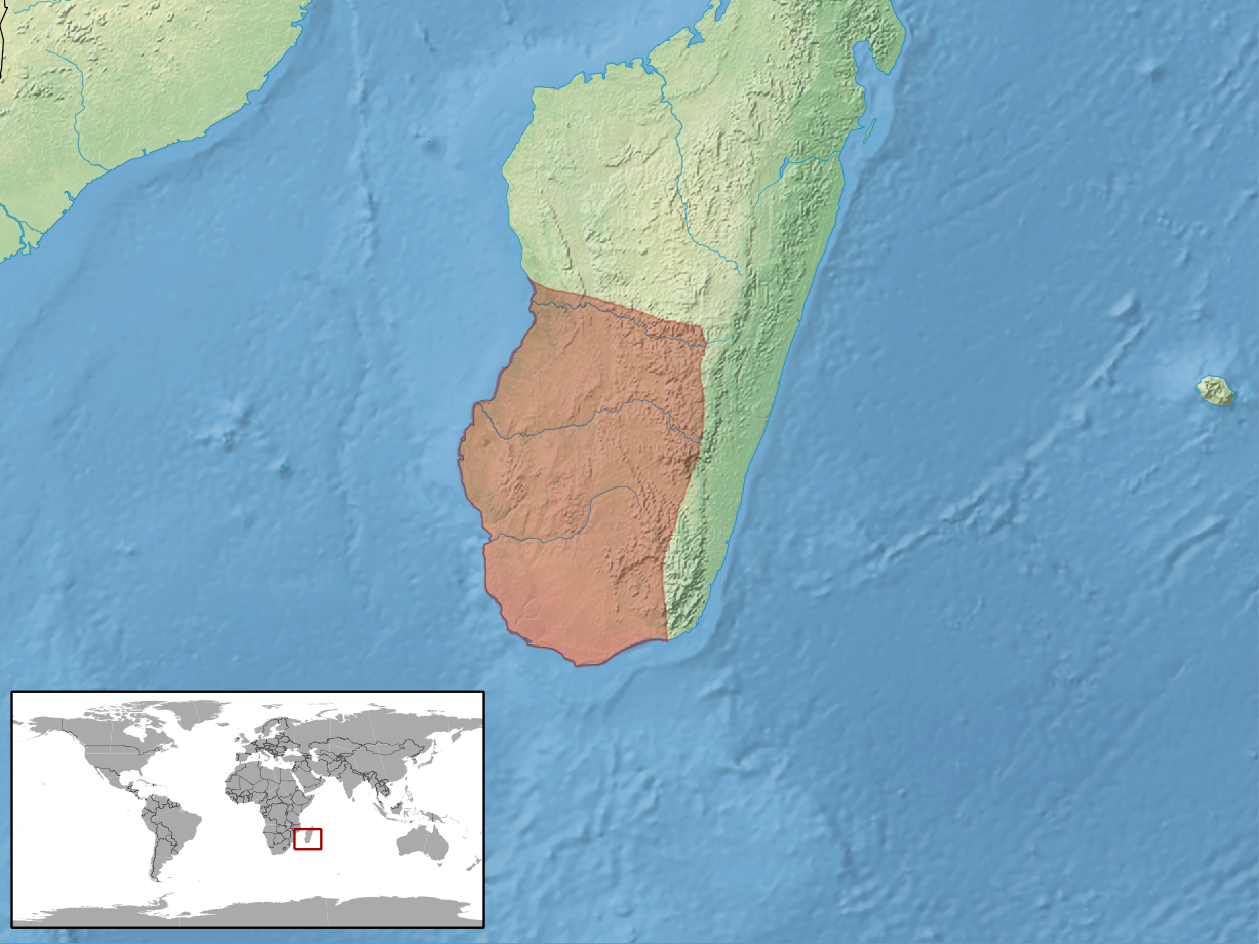